# Rudolf Reinicke
Rudolf Reinicke (* 23. März 1870 in Hannover; † 6. Februar 1939 in Oberursel) war ein deutscher Architekt und kommunaler Baubeamter.

## Leben
Rudolf Reinicke studierte an der Technischen Hochschule Hannover und legte dort 1893 die Abschlussprüfung mit Auszeichnung ab. Nach dem Studium begann er ein Referendariat als Regierungsbauführer. Nach Studienreisen nach Italien und dem Militärdienst als Einjährig-Freiwilliger 1894/1895 legte er das 2. Staatsexamen ab und wurde am 10. Juni 1898 zum Regierungsbaumeister (Assessor in der öffentlichen Bauverwaltung) ernannt. Er arbeitete zunächst als Ministerialbaukommissar beim preußischen Ministerium der öffentlichen Arbeiten in Berlin. Zum 1. Mai 1899 wechselte er als Stadtbauinspektor in die Stadtverwaltung der Stadt Frankfurt am Main. Am 20. Januar 1909 wurde er dort zum Magistrats-Oberbaurat bei der städtischen Baupolizei ernannt.

## Bauten

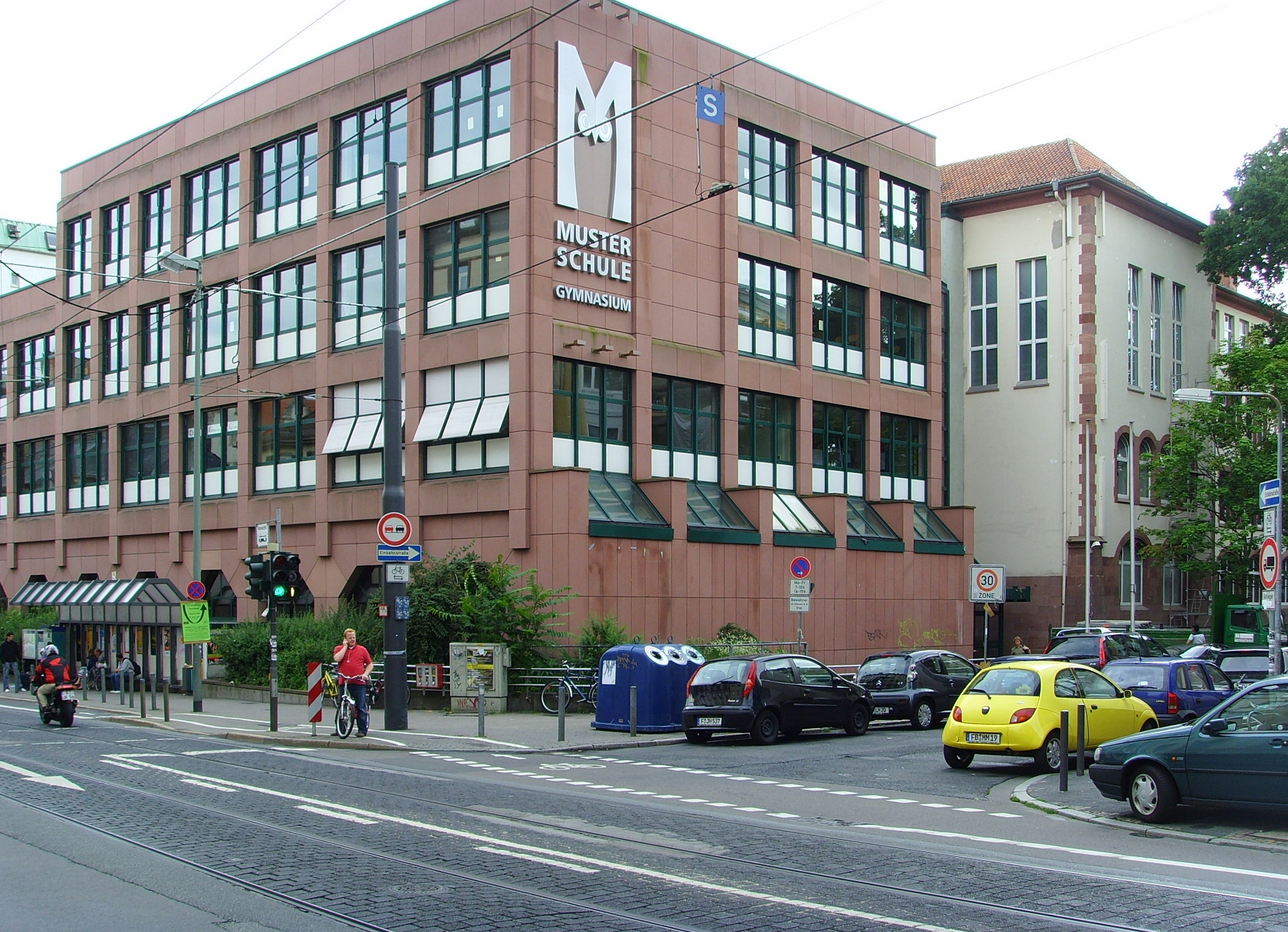
Musterschule; Altbau im Hintergrund
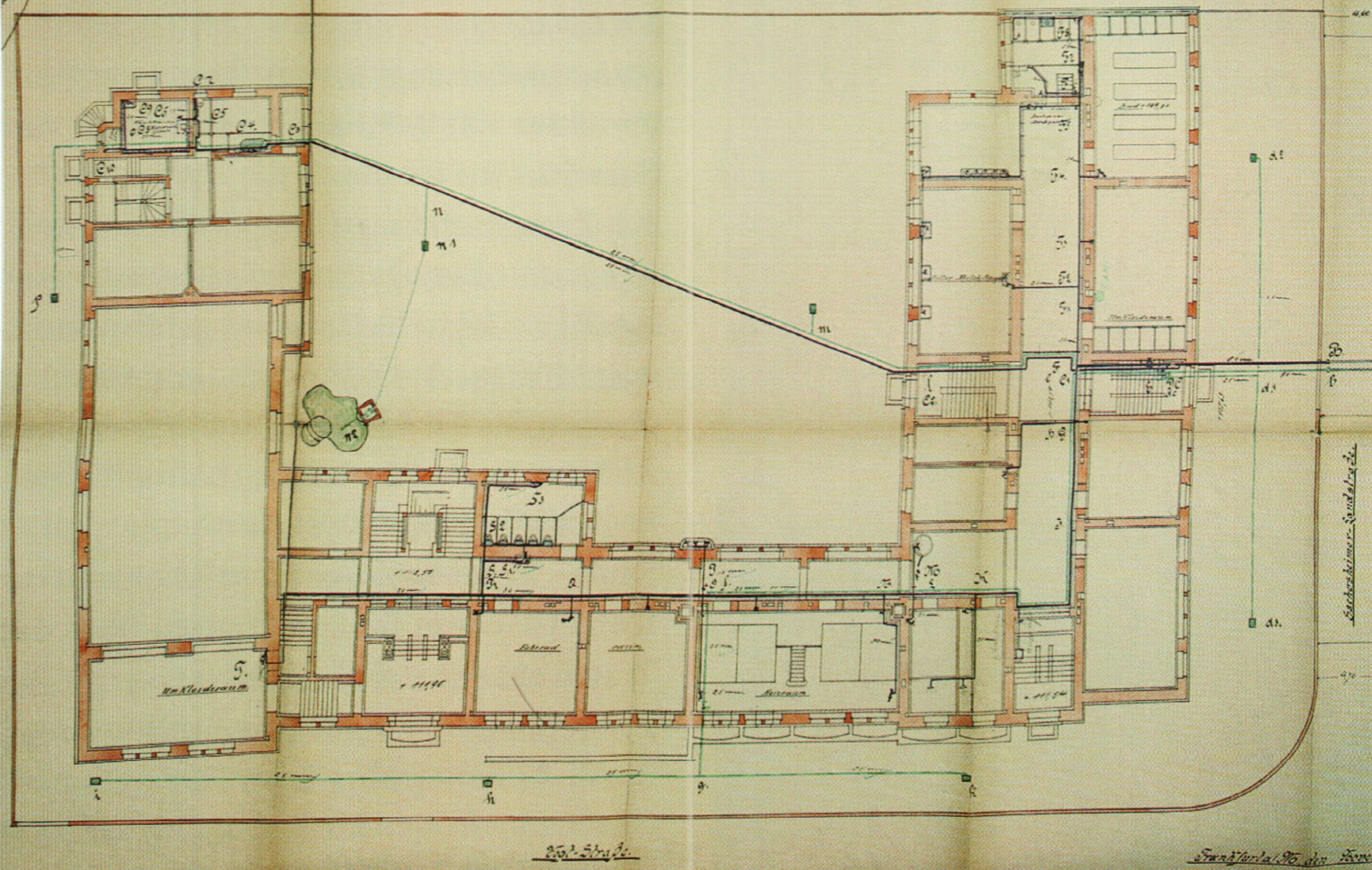
Grundriss der Elisabethenschule
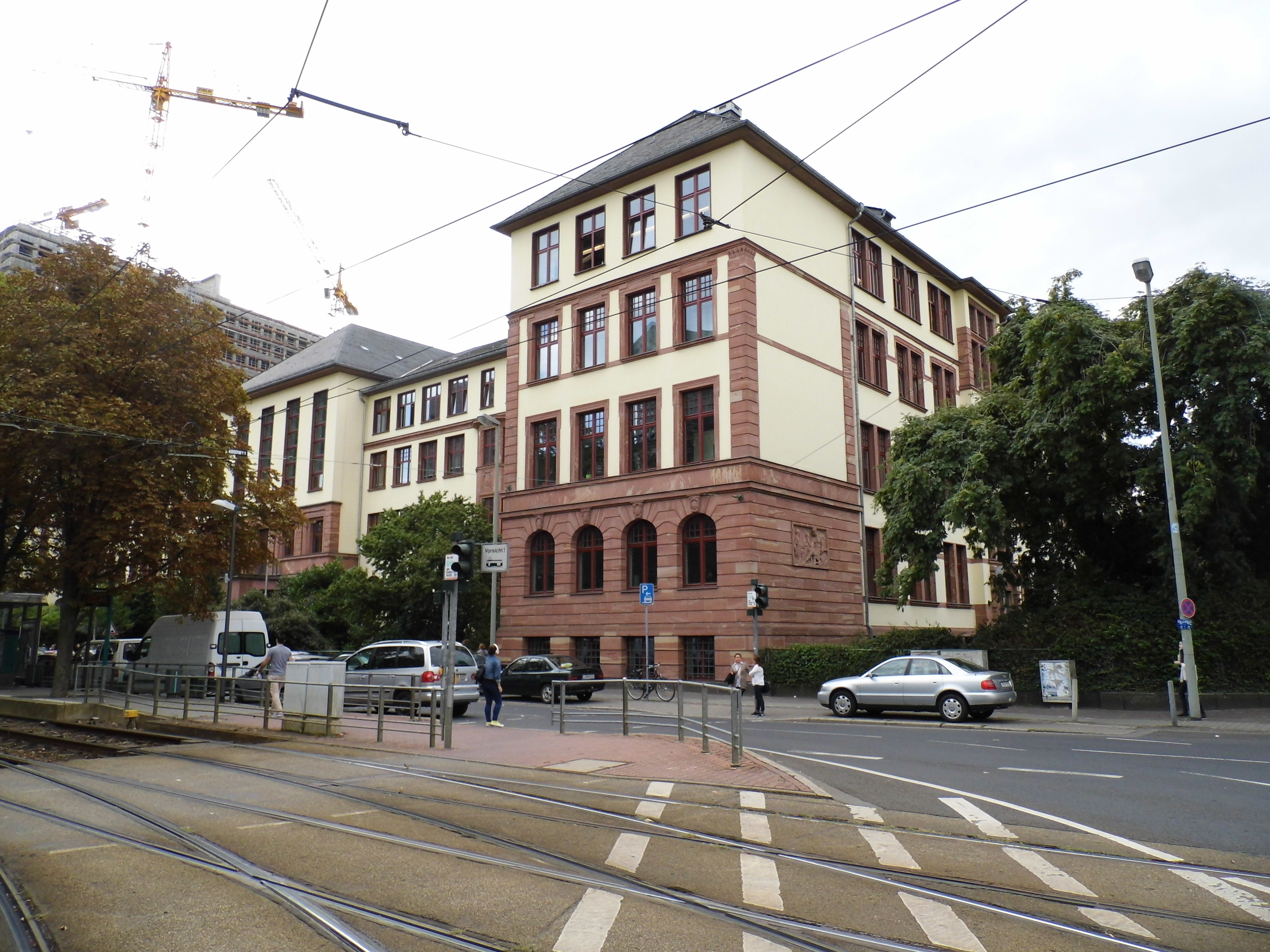
Ehemalige Werner-von-Siemens-Schule
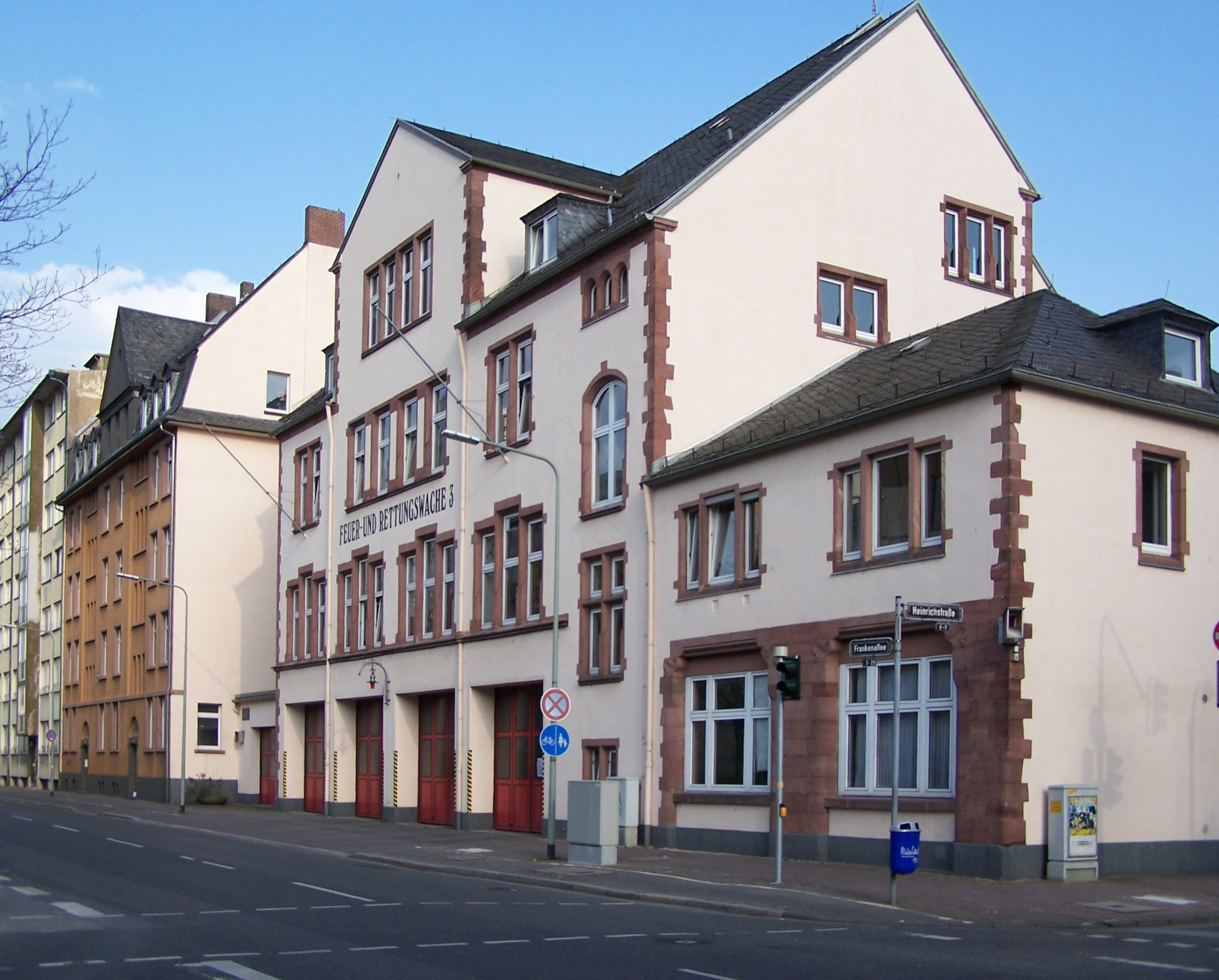
Feuerwache im Gallus

Reinicke schuf eine Vielzahl von Gebäuden in Frankfurt am Main, die teilweise unter Denkmalschutz stehen. Neben öffentlichen Gebäuden wie Schulen entwarf er auch stadteigene Wohnungsbauten.
- 1900: Mehrfamilienwohnhaus, Häuser Gasse 1
- 1900: Feuerwache, Heinrichstraße 8
- 1900: öffentliches Gebäude, Schloßstraße 35
- 1901–1902: Karmeliterschule mit Rektoren-Wohnhaus, Moselstraße 11/13
- 1902: Musterschule im Nordend, Oberweg 5–11
- 1903–1904: Weißfrauenschule, Gutleutstraße 38
- 1903 und 1913: Erweiterungsbauten des Schlacht- und Viehhofs, Deutschherrnufer
- 1903: Kirche in Oberrad, Offenbacher Landstraße 324
- 1905: Gruneliusschule in Oberrad, De-Neufville-Straße 35 / Wiener Straße
- 1905: Wohnhaus für den Schulverwalter der Karmeliterschule, Moselstraße 9
- 1907: Mehrfamilienwohnhaus, Dahlmannstraße 38
- 1907: Städtische Gärtnerei, Inheidener Straße 15
- 1908: Wohnbebauung, Konrad-Broßwitz-Straße 22–32
- 1908: Elisabethenschule im Nordend, Vogtstraße 35
- 1909–1911: Werner-von-Siemens-Schule, Hamburger Allee 23
- 1910: Mehrfamilienwohnhaus, Dahlmannstraße 36